# Red Bull Arena (Leipzig)
Die Red Bull Arena, bis 30. Juni 2010 offiziell und im Sprachgebrauch auch heute noch Zentralstadion (UEFA-Bezeichnung: RB Arena und aufgrund der UEFA-Regularien während der Fußball-Europameisterschaft 2024 Stadion Leipzig), ist ein Fußballstadion in der sächsischen Großstadt Leipzig. Das Fußballstadion ist Teil des Leipziger Sportforums und befindet sich in unmittelbarer Nachbarschaft zur 2002 eingeweihten Arena Leipzig, der Festwiese sowie kleinerer Sportstätten.
Das Stadion wurde für die Fußball-Weltmeisterschaft 2006 neu gebaut und liegt in den begrünten Wall des „alten“ Zentralstadions eingebettet, dessen Hauptgebäude erhalten blieb. Die Arena ist die Heimspielstätte des Bundesligisten RB Leipzig und bietet 47.800 Zuschauerplätze.

## Geschichte

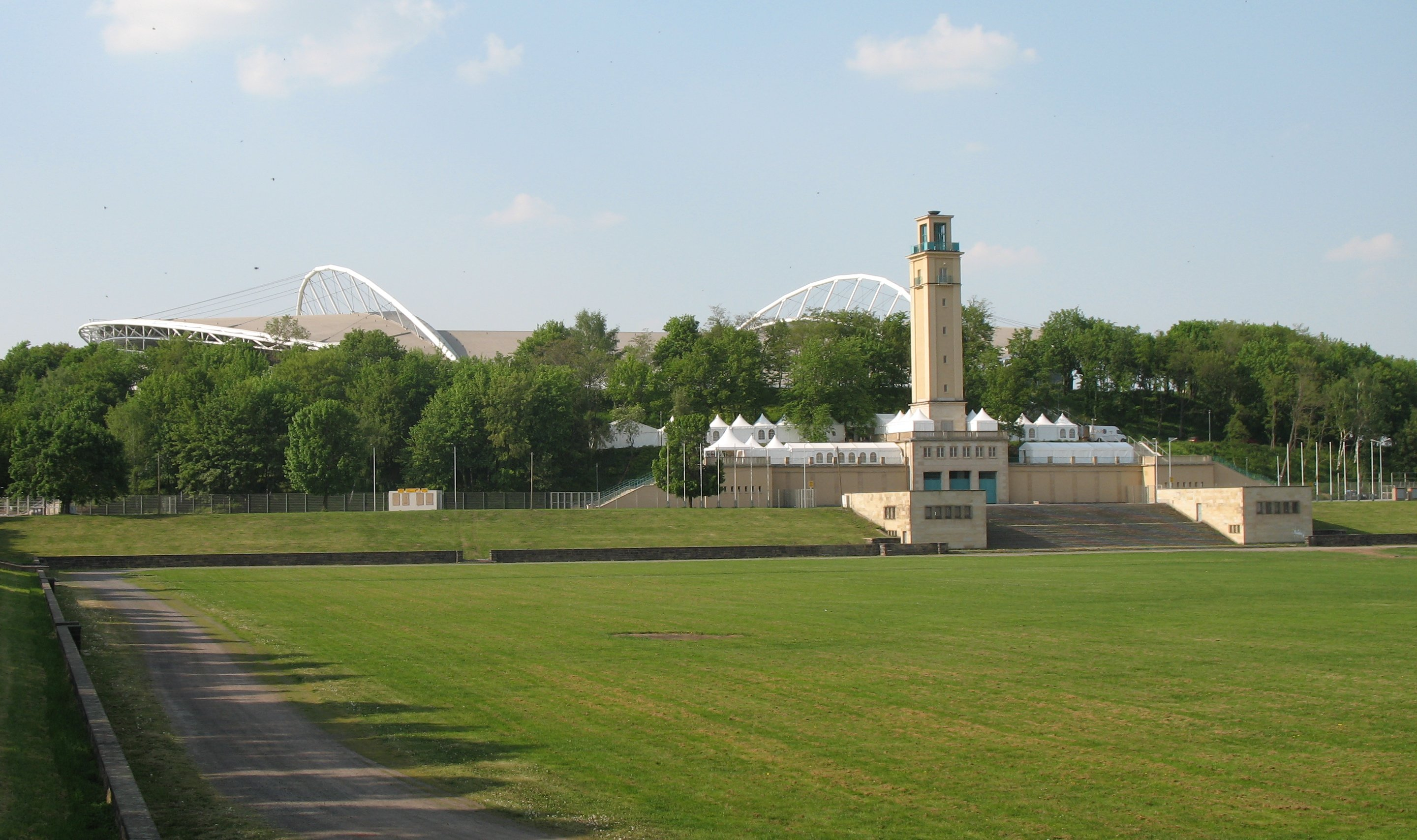
Festwiese mit historischem Glockenturm (Seelenbinder-Turm), dahinter das moderne Stadion

Nachdem der damalige DFB-Präsident Egidius Braun eine deutsche Bewerbung für die Fußball-Weltmeisterschaft 2006 an einen Spielort in den neuen Ländern geknüpft hatte, entschied die Stadt Leipzig im Jahr 1998 den Abriss des alten Zentralstadions und den Neubau eines 44.345 Zuschauer fassenden, reinen Fußballstadions. Den Zuschlag für Bau und Betrieb des neuen Stadions bekam die EMKA Immobilien-Beteiligungs-GmbH des Unternehmers Michael Kölmel. Nachdem bereits im Mai 2002 im damals noch im Bau befindlichen Stadion die Abschlussgala des Deutschen Turnfestes stattgefunden hatte, wurde das Zentralstadion am 16. und 17. Juli 2004 im Rahmen des „1. Internationalen Fußballturniers im Zentralstadion“ (IFiZ 2004) offiziell wiedereröffnet. Seine erste internationale Bewährungsprobe hatte das neue Zentralstadion Mitte 2005 beim Konföderationen-Pokal zu bestehen.
Die Kosten für den Neubau wurden zunächst auf 90 Millionen Euro veranschlagt, wovon der Bund 51 Millionen, Michael Kölmel 27 Millionen und die Stadt Leipzig 12 Millionen übernahmen. Dazu kamen noch Mehrkosten in Höhe von 26 Millionen Euro, von denen Michael Kölmel 17 Millionen und die Stadt Leipzig 9 Millionen bezahlten.
Aufgrund des fehlenden Profifußballs in Leipzig gestaltete sich die Unterhaltung des Zentralstadions defizitär. Der Stadionbetreiber Michael Kölmel zog deshalb einen Verkauf in Betracht, der jedoch im April 2005 scheiterte. Daraufhin versuchte Kölmel, finanzkräftige Investoren für ein Engagement im Leipziger Fußball zu gewinnen, welches schließlich im Sommer 2009 mit der Gründung des RB Leipzig unter Federführung des österreichischen Getränkeherstellers Red Bull GmbH erfolgreich zu Ende gebracht werden konnte. Ende 2009 bestätigte Michael Kölmel in diesem Zusammenhang Pläne für eine mittelfristige Umbenennung des Zentralstadions, da sich Red Bull im Zusammenhang mit dem Engagement beim RB Leipzig eine Option auf den Erwerb der Namensrechte gesichert hatte.
Seit dem 1. Juli 2010 trägt das Stadion offiziell den Namen Red Bull Arena, nachdem es im März seitens des Leipziger Stadtrates kein Veto gegen eine Umbenennung gegeben und Kölmel die Namensrechte für dreißig Jahre an die Red Bull GmbH verkauft hatte. Gleichzeitig wurde die Heimstätte des damaligen Regionalliga-Aufsteigers RB Leipzig vom Markranstädter Stadion am Bad in das Zentralstadion verlegt. Zu diesem Anlass bestritt RB Leipzig am 24. Juli 2010 ein Freundschaftsspiel gegen den FC Schalke 04 (1:2).
Im Dezember 2016 gab Red Bull bekannt, das Zentralstadion zu kaufen und auf 57.000 Plätze ausbauen zu wollen. Dazu begannen im September 2019 die Umbauarbeiten. Zunächst wurde die Wallböschung gesichert, Treppenanlagen saniert und eine neue Zufahrtsstraße für Rettungsfahrzeuge geschaffen. Im Januar 2020 begannen die Arbeiten am „Walldurchstich“. Dazu soll auf der Südseite des Stadions in Richtung des historischen Glockenturms ein Durchgang geschaffen werden. Außerdem soll es vier neue Fußgängerbrücken geben, damit den Zuschauern der Zugang zu den oberen Rängen erleichtert wird. Die großen Umbaumaßnahmen sollten im Sommer 2021 abgeschlossen sein, der Umbau sollte insgesamt 60 Millionen Euro kosten.
Im März 2021 gab RB Leipzig bekannt, dass die ursprünglich geplante erste Umbauphase die einzige des Stadions in den nächsten Jahren bleiben wird. Seit August 2021 bietet die Sportstätte durch die Einrichtung von Stehplätzen im Fan- und Gästebereich 47.069 Plätze bei nationalen Wettbewerben, bei internationalen Spielen verringert sich die Kapazität auf 42.600 Plätze.
Zum zweiten Mal nach der Saison 2015/16 gewann der Stadionrasen für die Saison 2023/24 die „Pitch of the Year“-Auszeichnung der DFL für die beste Rasenqualität.

## Architektur

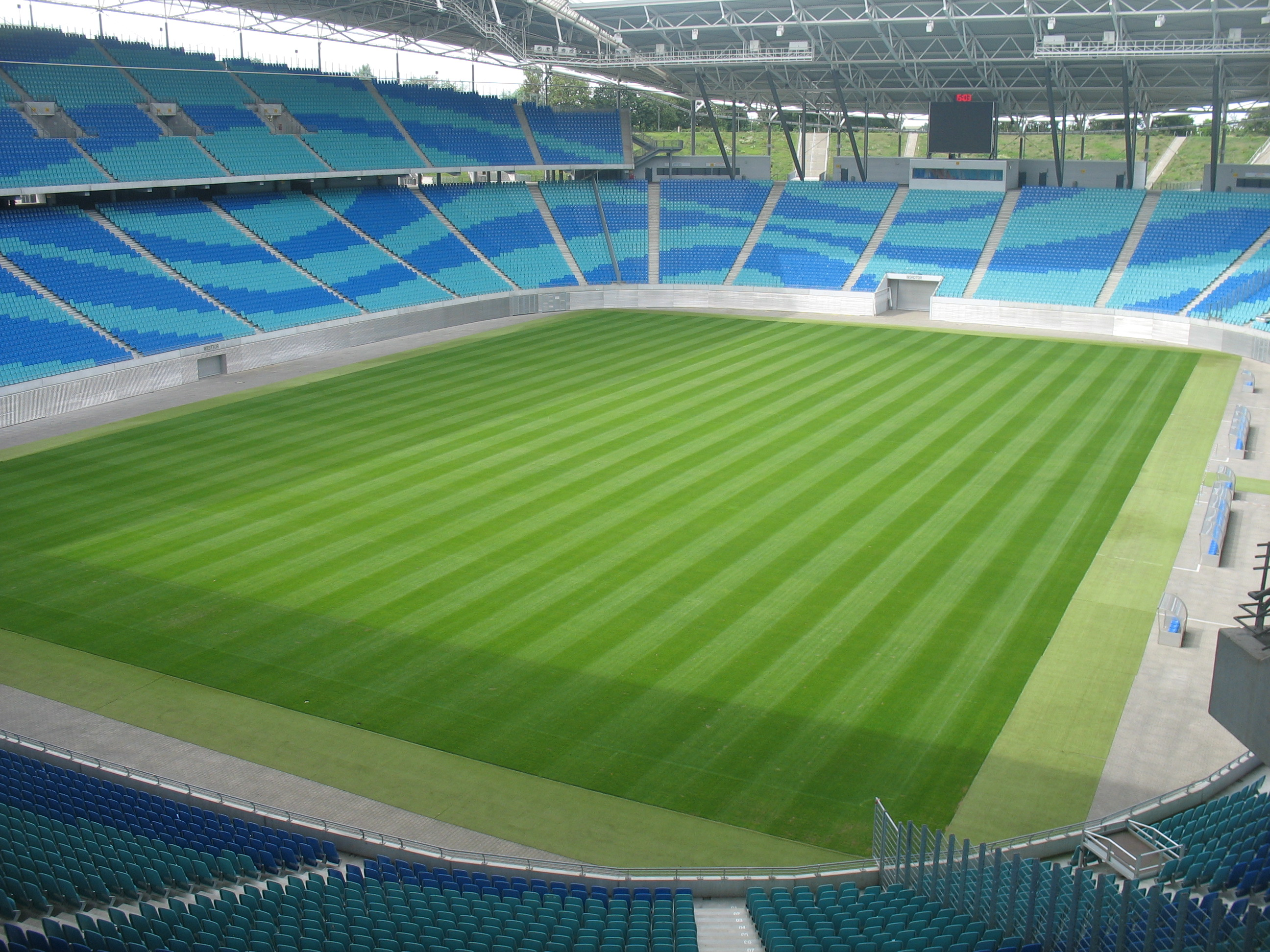
Innenansicht des Stadions im Jahr 2009

Das geschwungene viergeteilte Dach aus Stahltrapezprofilen prägt das Zentralstadion. Die Überdachung besteht aus den beiden gegenüberliegenden Tribünendächern und den beiden Kurvendächern. Das Tragwerk besteht aus zwei nach außen geneigten seilunterspannten Bogenbindern in Längsrichtung sowie Quer- und Längsträgern. Die 17 Meter hohe Stahlkonstruktion des Daches überspannt stützenfrei die Tribünen. Diese bestehen aus dem Unterrang mit 32 und dem Oberrang mit 22 Blöcken.
Die Architekten Wirth+Wirth (Leipzig und Basel), Glöckner (Leipzig und Nürnberg) und Körber, Barton, Fahle (Freiburg) planten das Stadion gemeinsam unter der kaufmännischen Federführung von Wirth+Wirth. Von IPL Ingenieurplanung Leichtbau (Radolfzell am Bodensee) stammen der Entwurf des Dachtragwerks und die Statik des Daches und von der Zech Planungs GmbH Leipzig die Ausführungsplanung.
Der Entwurf ist das Ergebnis eines internationalen Architektenwettbewerbs, den Wirth+Wirth gewannen.

## Veranstaltungen

### Sportereignisse

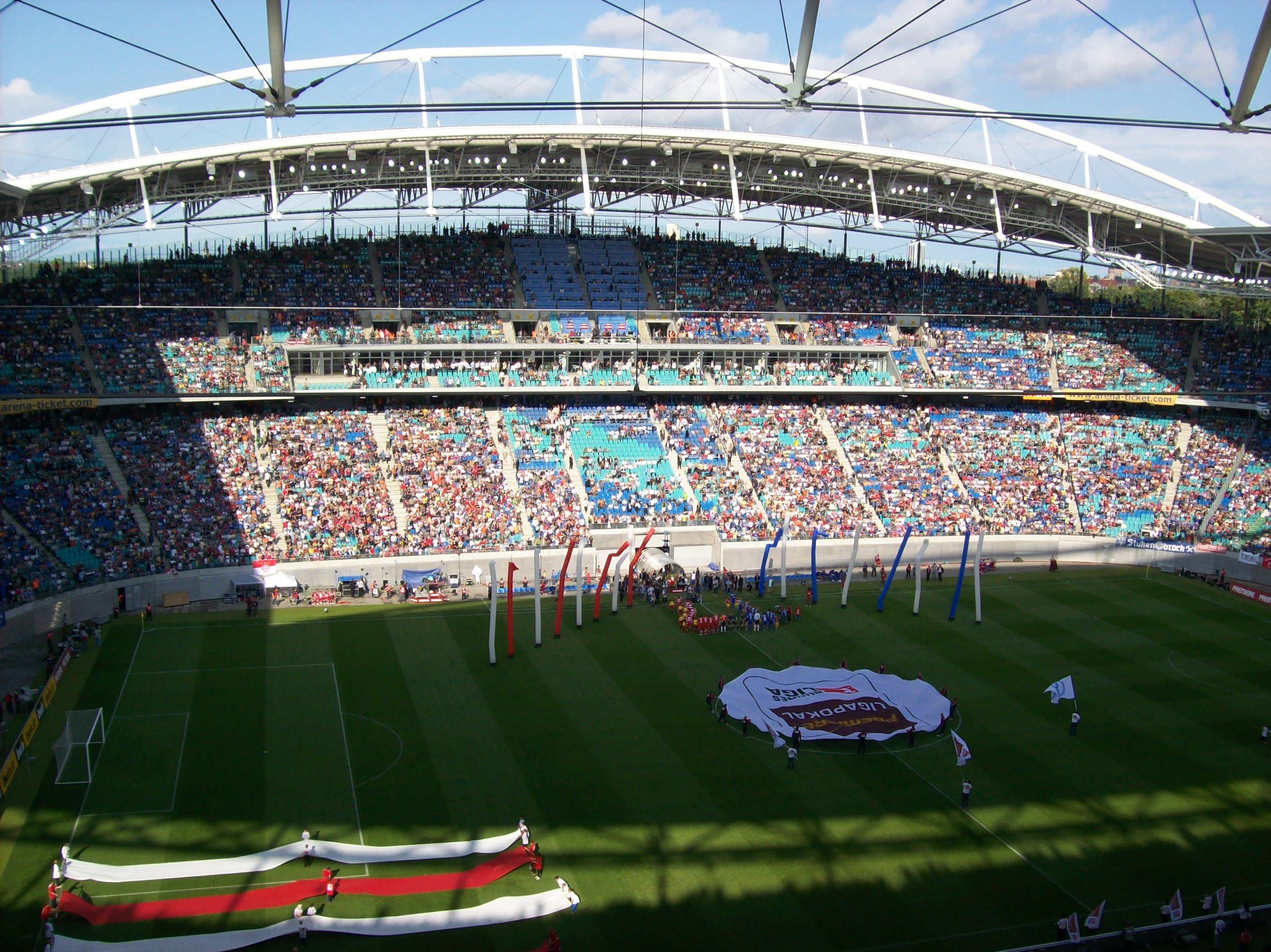
Zentralstadion vor dem Finale des DFL-Ligapokals 2007

Bereits im Frühjahr 2002 war das Leipziger Zentralstadion Schauplatz des Deutschen Turnfestes. Dabei wurden im noch im Bau befindlichen Zentralstadion zwei Stadiongalas durchgeführt. Nach endgültiger Fertigstellung fand am 7. März 2004 vor 28.595 Zuschauern das erste Fußballspiel statt, als der FC Sachsen Leipzig im Rahmen der Regionalliga-Saison 2003/04 die Mannschaft der Amateure von Borussia Dortmund empfing (0:1). Die offizielle Eröffnung des neu gebauten Zentralstadions erfolgte am 17. Juli 2004 im Rahmen eines internationalen Fußballturniers, damals waren FK Roter Stern Belgrad, Werder Bremen und der FC Brügge zu Gast. Am 17. November 2004 erlebte das neue Zentralstadion sein erstes Länderspiel. Dabei besiegte die deutsche Fußballnationalmannschaft in einem Freundschaftsspiel das Nationalteam aus Kamerun mit 3:0.
Von 2005 bis 2007 wurde das Finale des DFL-Ligapokals jeweils im Zentralstadion Leipzig ausgetragen. Zudem war das neue Zentralstadion eine von zwölf Spielstätten der Fußball-Weltmeisterschaft 2006 und bestand dazu seine Generalprobe beim FIFA-Konföderationen-Pokal 2005.

#### FIFA-Konföderationen-Pokal 2005
Das Stadion war einer von fünf Spielorten beim FIFA-Konföderationen-Pokal 2005. Folgende Partien fanden dabei in Leipzig statt:
|                                      |   |              |                      |
| Do., 16. Juni 2005, Gruppe B         |   |              |                      |
| Brasilien                            | – | Griechenland | 3:0 (1:0)            |
| Di., 21. Juni 2005, Gruppe A         |   |              |                      |
| Australien                           | – | Tunesien     | 0:2 (0:1)            |
| Mi., 29. Juni 2005, Spiel um Platz 3 |   |              |                      |
| Deutschland                          | – | Mexiko       | 4:3 n. V. (3:3, 2:1) |

#### Fußball-Weltmeisterschaft 2006
Das Stadion war Spielort bei der Fußball-Weltmeisterschaft 2006. Im Gegensatz zu anderen Spielstätten der WM behielt das Stadion seinen damaligen Namen Zentralstadion. Folgende Partien fanden in Leipzig statt:
|                                  |   |             |                      |
| So., 11. Juni 2006, Gruppe C     |   |             |                      |
| Serbien und Montenegro           | – | Niederlande | 0:1 (0:1)            |
| Mi., 14. Juni 2006, Gruppe H     |   |             |                      |
| Spanien                          | – | Ukraine     | 4:0 (2:0)            |
| So., 18. Juni 2006, Gruppe G     |   |             |                      |
| Frankreich                       | – | Südkorea    | 1:1 (1:0)            |
| Mi., 21. Juni 2006, Gruppe D     |   |             |                      |
| Iran                             | – | Angola      | 1:1 (0:0)            |
| Sa., 24. Juni 2006, Achtelfinale |   |             |                      |
| Argentinien                      | – | Mexiko      | 2:1 n. V. (1:1, 1:1) |

#### Fußball-Europameisterschaft 2024
|                                                       |   |            |           |
| Di., 18. Juni 2024 um 21:00 Uhr (MESZ) in Gruppe F    |   |            |           |
| Portugal                                              | – | Tschechien | 2:1 (0:0) |
| Fr., 21. Juni 2024 um 21:00 Uhr (MESZ) in Gruppe D    |   |            |           |
| Niederlande                                           | – | Frankreich | 0:0       |
| Mo., 24. Juni 2024 um 21:00 Uhr (MESZ) in Gruppe B    |   |            |           |
| Kroatien                                              | – | Italien    | 1:1 (0:0) |
| Di., 2. Juli 2024 um 21:00 Uhr (MESZ) im Achtelfinale |   |            |           |
| Österreich                                            | – | Türkei     | 1:2 (0:1) |

#### Deutsche Fußballnationalmannschaft
Seit 2004 fanden im Stadion folgende Begegnungen mit Beteiligung der deutschen Fußballnationalmannschaft statt:
|                                                      |   |               |                      |
| Mi., 17. November 2004, Freundschaftsspiel           |   |               |                      |
| Deutschland                                          | – | Kamerun       | 3:0 (0:0)            |
| Mi., 29. Juni 2005, Konföderationen-Pokal 2005       |   |               |                      |
| Deutschland                                          | – | Mexiko        | 4:3 n. V. (3:3, 2:1) |
| Sa., 28. März 2009, WM 2010 Qualifikation            |   |               |                      |
| Deutschland                                          | – | Liechtenstein | 4:0 (2:0)            |
| Do., 31. Mai 2012, Freundschaftsspiel                |   |               |                      |
| Deutschland                                          | – | Israel        | 2:0 (1:0)            |
| So., 11. Oktober 2015, EM 2016 Qualifikation         |   |               |                      |
| Deutschland                                          | – | Georgien      | 2:1 (0:0)            |
| Do., 15. November 2018, Freundschaftsspiel           |   |               |                      |
| Deutschland                                          | – | Russland      | 3:0 (3:0)            |
| Mi., 11. November 2020, Freundschaftsspiel           |   |               |                      |
| Deutschland                                          | – | Tschechien    | 1:0 (1:0)            |
| Sa., 14. November 2020, UEFA Nations League 2020/21  |   |               |                      |
| Deutschland                                          | – | Ukraine       | 3:1 (2:1)            |
| Fr., 23. September 2022, UEFA Nations League 2022/23 |   |               |                      |
| Deutschland                                          | – | Ungarn        | 0:1 (0:1)            |

### Weitere Veranstaltungen
Im Stadion fanden Konzerte mit Paul McCartney (2004), Herbert Grönemeyer (2007, 2011, 2015, 2023), Genesis (2007), Bon Jovi (2008), Depeche Mode (2009, 2013), AC/DC (2009, 2016), Mario Barth (2011), Udo Lindenberg (2012, 2016), Coldplay (2012, 2017), Bruce Springsteen (2013) Helene Fischer (2015, 2018), Rammstein (2022), Elton John (2022) und Peter Maffay (2024, Farewell-Tour, letztes Stadionkonzert) statt.
Vom 21. bis 23. Juli 2006 fand im Zentralstadion der jährliche Bezirkskongress der Zeugen Jehovas statt, der bisher größte im Stadion veranstaltete Kongress.
Am 1. Juni 2008 wurde der Abschlussgottesdienst des Deutschen Evangelischen Posaunentages im Stadion gefeiert. Dabei wurde ein neuer Weltrekord für das größte Blechbläserensemble aufgestellt.
Am 5. Juni 2013 fand das Abschiedsspiel von Michael Ballack in der Red Bull Arena statt. Es spielte eine Weltauswahl gegen Ballack & Friends. Das Spiel endete zugunsten der Weltauswahl mit 4:3. Nachdem bis zum Spieltag zunächst fraglich war, ob das Spiel aufgrund des Hochwassers in Sachsen stattfinden würde, wurde es wie geplant ausgetragen. Ein Teil des Erlöses aus dem Spiel kam den Flutopfern zugute.

## Verkehrsanbindung
Das Stadion ist über mehrere Straßenbahnlinien an das Netz des öffentlichen Personennahverkehrs angebunden. Vom Hauptbahnhof aus ist es mit den Linien 3/3E, 4, 7, 8 und 15 zu erreichen. Außerdem werden bei Spielen von RB Leipzig zusätzlich die Sonderlinien 51 und 56 eingesetzt, die verschiedene Park+Ride-Plätze direkt an das Stadion anbinden.